# Iwan Choma
Iwan Choma (ukrainisch Іван Хома; * 27. November 1923 in Chyrów, Polen; † 3. Februar 2006 in Rom, Italien) war ein polnischer Priester und Bischof der ukrainisch-katholischen Kirche.

## Leben
Iwan Choma wurde am 29. Juni 1949 zum Priester geweiht. Er erhielt seine Bischofsweihe zum Bischof von Przemyśl (Polen) am 2. April 1977, die erst am 22. Februar 1996 von Johannes Paul II. anerkannt wurde und bekräftigt mit der Benennung zum Titularbischof von Patara.
Von 1965 bis 1999 lehrte er Kirchengeschichte an der Ukrainisch-katholischen Exil-Universität St. Clemens in Rom, deren Rektor er von 1985 bis 2001 war.